# Euchaetes
Genre
Euchaetes est un genre de lépidoptères (papillons) américains de la famille des Erebidae et de la sous-famille des Arctiinae.

## Liste des espèces
Selon FUNET Tree of Life (3 novembre 2020) :
- Euchaetes elegans Stretch, 1874
- Euchaetes cressida Dyar, 1913
- Euchaetes helena Cassino, 1928
- Euchaetes nancyae Nagle & Schmidt, 2018
- Euchaetes castalla Barnes & McDunnough, 1910
- Euchaetes promathides (Druce, 1894)
- Euchaetes mitis Schaus, 1910
- Euchaetes bolteri Stretch, 1885
- Euchaetes egle (Drury, 1773)
- Euchaetes psara Dyar, 1907
- Euchaetes fusca (Rothschild, 1910)
- Euchaetes gigantea Barnes & McDunnough, 1910
- Euchaetes polingi Cassino, 1928
- Euchaetes expressa (H. Edwards, 1884)
- Euchaetes albicosta (Walker, 1855)
- Euchaetes antica (Walker, 1856)
- Euchaetes albaticosta (Dyar, 1912)
- Euchaetes perlevis Grote, 1882
- Euchaetes zella (Dyar, 1903)
- Euchaetes pannycha (Dyar, 1918)
- Euchaetes rizoma (Schaus, 1896)
- Euchaetes bicolor (Rothschild, 1935)